# Dänisch-schwedische Beziehungen
Die Dänisch-schwedischen Beziehungen sind das zwischenstaatliche Verhältnis zwischen Dänemark und Schweden. Beide Länder interagieren seit ihrer Entstehung im Mittelalter eng miteinander. Zwischen 1397 und 1523 waren Schweden, Dänemark und Norwegen in der Kalmarer Union verbunden, die schließlich nach schwedischen Aufständen zusammenbrach. Danach lieferten sich beide Länder für mehrere Jahrhunderte einen erbitterten Machtkampf um die Vorherrschaft im Ostseeraum, der zu mehreren dänisch-schwedischen Kriegen zwischen 1521 und 1814 führte. Im 19. Jahrhundert etablierten beide Nationen allerdings freundschaftliche Beziehungen, welche bis heute anhalten. Nach dem Zweiten Weltkrieg wurden die Grenzkontrollen zwischen beiden Ländern in den 1950er Jahren abgeschafft und seit 2000 besteht die direkte Öresundverbindung. Beide Länder sind u. a. Vollmitglieder des Nordischen Rates, des Arktischen Rates, des Ostseerates, des Europarates, der Europäischen Union, der OECD und der NATO.

## Geschichte

### Mittelalterliche Verbindungen und Kalmarer Union

Gebiete der Kalmarer Union um ca. 1400

Dänemark und Schweden entstanden als geeinte Königreiche im Rahmen der Christianisierung Skandinaviens im 8. bzw. 10. Jahrhundert und interagierten eng miteinander, sei es durch Handel, dynastische Verbindungen oder militärische Auseinandersetzungen. Ein frühes Beispiel für Konflikte war die Eroberung Gotlands 1361. Der dänische König Waldemar IV. Atterdag landete mit seinen Truppen auf der schwedisch geprägten Insel Gotland und besiegte dort ein Aufgebot gotländischer Bauern. Gotland blieb in der Folge für fast 300 Jahre unter dänischer Herrschaft – ein Ereignis, das die Beziehungen zwischen beiden Reichen auf lange Zeit belasten sollte. Dennoch bestanden im Mittelalter auch Phasen weitgehend friedlichen Nebeneinanders und enge dynastische Verflechtungen, welche bald darauf den Weg für eine Personalunion ebneten.
1397 wurde unter Königin Margarethe I. die Kalmarer Union gegründet, welche die Königreiche Dänemark, Norwegen und Schweden unter einem Monarchen vereinigte. Diese Union entstand auch als Antwort auf den Druck der Hanse und anderer Mächte im Ostseeraum. Zwar dominierte Dänemark aufgrund seiner größeren Ressourcen diese Personalunion zunächst, doch blieben die individuellen Strukturen der Reiche bestehen. Über alle Differenzen hinweg bestanden im Spätmittelalter enge partnerschaftliche Beziehungen, die jedoch im 15. Jahrhundert zunehmend erodierten. In Schweden regte sich Widerstand gegen die dänische Vorherrschaft – schwedische Reichsverweser wie die Sture-Familie führten zeitweise die Regierung und verteidigten die Autonomie Schwedens. Es kam immer wieder zu Unionskriegen: Zwischen 1434 und 1523 gab es mehrere Aufstände und Kriege, in denen schwedische Adelige gegen die dänischen Könige kämpften.
Die Spannungen kulminierten im frühen 16. Jahrhundert. Der dänische König Christian II. versuchte, Schweden gewaltsam zu unterwerfen. Nach der Eroberung Stockholms 1520 lud er die schwedische Aristokratie zu seiner Krönungsfeier ein, brach sein Amnestieversprechen jedoch und ließ in einem Massaker vom November 1520, dem sogenannten Stockholmer Blutbad, etwa 80–90 schwedische Adlige und Würdenträger hinrichten. Dieses Ereignis schockierte die schwedische Gesellschaft und entfachte den Aufstand gegen die dänische Vorherrschaft neu. Der schwedische Reichsrat rief den Adeligen Gustav Wasa zum Anführer des Befreiungskampfes aus. Bereits im Juni 1523 eroberte er Stockholm und wurde als Gustav I. zum König von Schweden gewählt. Damit schied Schweden aus der Kalmarer Union aus. Fortan existierten Schweden und Dänemark wieder als getrennte Königreiche und ihre Beziehungen wandelten sich von einer Union zu einer erbitterten Rivalität um Macht und Territorien im Ostseeraum.

### Rivalität und Kriege in der Frühen Neuzeit (16.–18. Jahrhundert)
Kaum war Schweden unabhängig, entluden sich die Spannungen im Nordischen Siebenjährigen Krieg (1563–1570). Dänemark unter König Friedrich II. wollte die Union erneut erzwingen, während Schweden unter Erik XIV. bzw. Johan III. seine Unabhängigkeit verteidigte. Dänemark behielt zwar in manchen Schlachten die Oberhand, doch erwies sich das große, dünn besiedelte Schweden als nicht dauerhaft eroberbar. Im Frieden von Stettin 1570 erkannte Dänemark schließlich die schwedische Souveränität an. Schweden seinerseits musste eine hohe Geldsumme an Dänemark zahlen, um die besetzte Festung Älvsborg (Göteborgs Zugang zur Nordsee) zurückzuerhalten. Dass Schweden seine im Baltikum erworbenen Gebiete (insbesondere Estland) behaupten konnte, war ein Zeichen für seinen Aufstieg zur neuen Ostseemacht.
In den folgenden Jahrzehnten beruhigte sich der Konflikt kurzfristig, auch weil Schweden in andere Kriege (gegen Russland und Polen-Litauen) verwickelt war. Doch die Rivalität blieb bestehen. Zu Beginn des 17. Jahrhunderts saßen mit Christian IV. in Dänemark und Gustav II. Adolf in Schweden zwei machtbewusste Monarchen auf den Thronen, die den Gegensatz neu entfachten. Christian IV. sah die schwedische Expansion nach Livland mit Sorge, zumal sie Dänemark ökonomisch schadete (etwa durch eine von Schweden verhängte Blockade livländischer Häfen). 1611 nutzte Christian IV. einen Streit um Handelsrouten in der Finnmark und den Anspruch auf Nordnorwegen als Vorwand, um Schweden den Krieg zu erklären. Im Kalmarkrieg (1611–1613), benannt nach der von Dänen eroberten Stadt Kalmar, zeigte sich erneut das Muster früherer Konflikt. Dänemark dominierte zur See, Schweden war zu Lande trotz Niederlagen nicht zu bezwingen. Christian IV. gelang es, die Grenzfestungen Kalmar und Älvsborg einzunehmen, was Schweden im Frieden von Knäred 1613 zu großen Zugeständnissen zwang. Schweden musste auf seine Ansprüche in Nordnorwegen verzichten und der dänischen Krone eine enorme Kontribution von 1 Million Reichstalern zahlen, um Älvsborg zurückzubekommen. Diese Reparationszahlung, der sogenannte Älvsborg-Löse, machte Dänemark kurzfristig reich und stärkte Christians Position so sehr, dass er um 1620 als einer der finanziell potentesten Herrscher Europas galt. Dänemark investierte die Gelder in den Ausbau von Flotte und Festungen sowie in Wirtschaftsprojekte – alles mit dem Ziel, die dänische Seeherrschaft und den Sundzoll zu sichern. Der Sundzoll, der nach 1429 von jedem Schiff erhoben wurde, das die Meerenge Øresund zwischen Dänemark und Schweden passierte, blieb eine wichtige Einnahmequelle und zugleich ein steter Streitpunkt: Er symbolisierte Dänemarks Anspruch, das „Tor zur Ostsee“ zu kontrollieren, sehr zum Ärger Schwedens und von Handelsnationen wie der Niederlande.

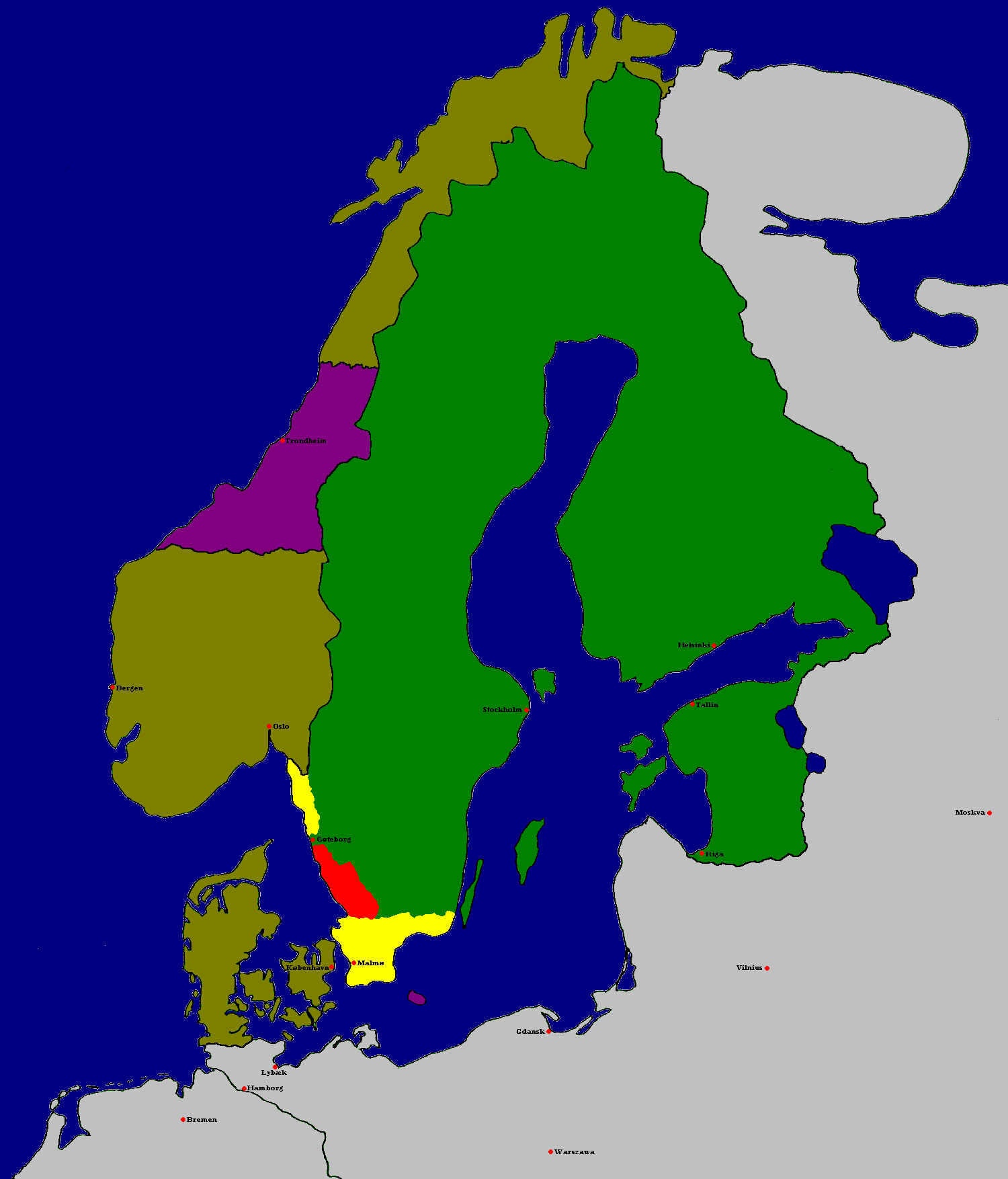
Schwedische Gebietsgewinne im Frieden von Roskilde 1658, mit den Gebieten des Friedens von Brömsebro 1645 und den im Frieden von Kopenhagen 1660 wieder zurückgefallen violetten Gebieten.

Im Dreißigjährigen Krieg (1618–1648) stieg Schweden endgültig zur Großmacht auf, während Dänemark nach einem erfolglosen Eingreifen (1625–29) zeitweise an Einfluss verlor. Schweden, angeführt von Gustav II. Adolf, errang bedeutende Siege in Mitteleuropa und brachte große Teile der südlichen Ostseeküste unter seine Kontrolle. Diese schwedische Vormachtstellung bedrohte wiederum Dänemark. Nachdem Schweden gegen Kriegsende auch in Norddeutschland präsent war, griff es 1643 Dänemark direkt an. Feldmarschall Lennart Torstenson marschierte mit erfahrenen Truppen ohne Vorwarnung in das dänische Holstein ein. Der Torstenssonkrieg (1643–1645) wurde zu einer heftigen Fehde der Erzfeinde: Christian IV. verteidigte sein Reich zwar verbissen – er selbst verlor im Seekampf bei der Kolberger Heide ein Auge –, doch letztlich unterlag Dänemark der schwedischen Übermacht zu Land und dank der Unterstützung durch die mit Schweden verbündeten Niederländer zur See. In der entscheidenden Seeschlacht im Fehmarnbelt (Oktober 1644) versenkten die Schweden und ihre Verbündeten mehrere dänische Kriegsschiffe; dieser Sieg markierte den Anfang vom Ende der dänischen Großmachtstellung im Ostseeraum. Im Frieden von Brömsebro 1645 diktierte Schweden harte Bedingungen: Dänemark musste die Ostseeinsel Gotland sowie die bisher norwegisch-dänischen Provinzen Jämtland und Härjedalen an Schweden abtreten. Zudem erhielt Schweden für 30 Jahre das dänische Herzogtum Halland als Pfand und wurde von den Sundzöllen befreit.
Als Schweden unter König Karl X. Gustav nach dem Westfälischen Frieden noch weiter expandierte (auch Polen und das heutige Baltikum wurden unterworfen), witterte der dänische König Friedrich III. eine Chance zur Revanche und erklärte 1657 Schweden den Krieg. Dieser Schachzug erwies sich als fatal: Karl X. reagierte rasch, fiel mit einem Heer in Jütland ein und vollbrachte im Winter 1658 ein militärisches Meisterstück, indem seine Truppen über die zugefrorenen dänischen Belt-Meeresarme von Jütland bis vor die Tore Kopenhagens marschierten. Dänemark war schutzlos. Friedrich III. sah sich gezwungen, in der Demütigung des Friedens von Roskilde (Februar 1658) ungeheure Gebietsverluste zu akzeptiere. Dänemark musste ganz Schonen (Skåne), Blekinge und Halland – seine drei östlichen Provinzen auf dem skandinavischen Festland – an Schweden abtreten, ferner die Ostseeinsel Bornholm sowie die bisher norwegischen Gebiete Bohuslän (an der Westküste) und Trøndelag. Diese Abtretungen bedeuteten, dass Schweden nun die gesamte Südspitze Skandinaviens kontrollierte, was die strategische Lage in Nordeuropa zugunsten Schwedens revidierte. Schweden hatte damit sein Territorium auf Kosten Dänemarks massiv erweitert und die traditionelle dänische Vormachtstellung im Ostseeraum gebrochen.
Kaum war die Tinte unter dem Vertrag trocken, versuchte Karl X. Gustav noch im Sommer 1658 das restliche Dänemark endgültig zu erobern, indem er Kopenhagen belagerte. Dies löste eine verzweifelte Abwehr Dänemarks unter König Friedrich III. aus. Mit Unterstützung der Niederlande, die ein schwedisches Monopol in der Ostsee verhindern wollten, konnte Kopenhagen erfolgreich verteidigt werden. Der Krieg endete 1660 mit dem Frieden von Kopenhagen, der Schweden zum Rückzug zwang. Zwar blieben die Hauptverluste Dänemarks aus dem Roskilder Frieden bestehen – Skåne und die anderen ostdänischen Provinzen blieben schwedisch –, doch erhielt Dänemark Bornholm und das Trøndelagen-Gebiet in Norwegen zurück, da dort Aufstände gegen die Schweden ausgebrochen waren. Die Grenzen zwischen den beiden Reichen waren damit im Wesentlichen so festgelegt, wie sie noch heute zwischen Dänemark (einschließlich Norwegen bis 1814) und Schweden verlaufen. Für Dänemark blieb der Verlust seiner ehemaligen Kernlande jedoch ein tiefes Trauma. Die ehemals dänische Provinz Schonen (Skåne) wurde von Schweden in den Folgejahren intensiv „schwedifiziert“, doch die Bevölkerung leistete noch geraume Zeit Widerstand gegen die neue Herrschaft. Dänemark seinerseits gab die Hoffnung auf eine Rückgewinnung Schonens nicht sofort auf.
König Christian V. von Dänemark nutzte die Schwäche Schwedens während des Französisch-Niederländischen Krieges, um im Schonischen Krieg (auch Nordischer Krieg 1674–79 genannt) einen neuen Anlauf zur Rückeroberung seiner verlorenen Provinzen zu nehmen. Dänemark erzielte in diesem Krieg einige militärische Erfolge – die Dänen konnten nahezu ganz Schonen zeitweise besetzen, und in der Schlacht bei Lund (1676) sowie anderen Gefechten standen sie den Schweden gegenüber. Die einheimische Bevölkerung begrüßte teils die Dänen, was den Schweden die Herrschaft erschwerte. Dennoch verhinderten am Ende die europäischen Großmächte (allen voran Frankreich, das Schweden unterstützte) eine territoriale Revision: Im Frieden von Lund (1679) erhielt Schweden Schonen zurück und es gab keine Grenzänderungen. Die „Skåne-Frage“, also das dänische Verlangen nach Rückgewinnung Schonens, blieb im 18. Jahrhundert zwar emotional bestehen, trat aber politisch zurück. Die großen Seemächte wollten nicht, dass eine Macht allein die Kontrolle über den Øresund besaß, und hielten daher Dänemark davon ab, Schonen wieder einzugliedern. In der Folge begann Schweden, die ehemals dänischen Gebiete stärker zu integrieren, während sich in Skåne langsam eine eigene regionale Identität zwischen den Nationen herausbildete.
Im 18. Jahrhundert flaute die direkte dänisch-schwedische Konfrontation zunächst etwas ab, da andere Konflikte in den Vordergrund traten. Schweden geriet in Kriege mit Russland, was Dänemark mehrfach auszunutzen suchte. So griff Dänemark zu Beginn des Großen Nordischen Krieges (1700–1721) Schweden an, um alte Verluste wettzumachen. Zwar erlitt Dänemark anfänglich Rückschläge – der schwedische König Karl XII. zwang Dänemark schon 1700 im Frieden von Traventhal kurzfristig aus dem Krieg –, doch nach Schwedens Niederlage in der Schlacht bei Poltawa (1709) trat Dänemark erneut auf den Plan. In der Endphase des Krieges kämpften dänische Truppen an der Seite Russlands und Sachsens gegen Schweden, das schließlich geschlagen wurde. 1720 schloss Dänemark mit dem erschöpften Schweden den Frieden von Frederiksborg. Darin musste Schweden zwar keine Gebiete an Dänemark abtreten (Schweden behielt Schonen und alle seit 1660 bestehenden Grenzen), aber es verlor seine bisherige Sonderstellung: Schweden wurde gezwungen, auf die Zollfreiheit im Øresund zu verzichten und stimmte zu, dem dänischen Königshaus einen hohen Betrag (600.000 Reichstaler) zu zahlen. Außerdem endete die Unterstützung Schwedens für die herzogliche Nebenlinie Holstein-Gottorp. Diese mit Schweden verbündete Herzogsfamilie, die einen Teil des Herzogtums Schleswig regiert hatte, wurde durch Dänemark entmachtet und Schleswig 1721 vollständig in den dänischen Gesamtstaat integriert.
In der zweiten Hälfte des 18. Jahrhunderts kam es nur noch zu kleineren direkten Konflikten: Ein Beispiel ist der sogenannte Theaterkrieg von 1788–1789, bei dem Schweden unter Gustav III. eigentlich Russland angriff, Dänemark aber als russischer Alliierter kurzzeitig in Norwegen gegen Schweden aktiv wurde. Dieser Konflikt endete schnell und ohne Grenzverschiebungen, da Großbritannien und Preußen auf einen Frieden drängten. Insgesamt traten in dieser Zeit direkte Feindseligkeiten zwischen Dänen und Schweden in den Hintergrund. Beide Länder behielten zwar ein Misstrauen füreinander, in Dänemark etwa lebte die Erinnerung an verlorene Provinzen fort, in Schweden sah man Dänemark als traditionellen Gegner, doch unmittelbare Kriegsgefahr bestand nach 1721 selten. Das Ergebnis des Großen Nordischen Krieges hatte sowohl Dänemark als auch Schweden zu sekundären Mächten im Ostseeraum degradiert, welcher nun von aufstrebenden Mächten wie Preußen und Russland dominiert wurde.

### 19. Jahrhundert: Vom Konflikt zur Zusammenarbeit
Zu Beginn des 19. Jahrhunderts veränderten sich die Beziehungen zwischen Schweden und Dänemark grundlegend. Die letzten direkten kriegerischen Auseinandersetzungen zwischen beiden Ländern fanden im Zuge der Napoleonischen Kriege statt. Dänemark geriet ab 1807 als Verbündeter Napoleons in Konflikt mit Schweden, da es sich auf die Seite der Gegner Frankreichs schlug. Der Englisch-Schwedische Krieg gegen Dänemark und die darauf folgenden Verhandlungen führten zum einschneidenden Kieler Frieden vom 14. Januar 1814: Dänemark musste auf Druck der Großmächte sein jahrhundertealtes Herrschaftsgebiet Norwegen an Schweden abtreten. Norwegen, seit 1380 mit Dänemark vereint, wurde in eine Personalunion mit Schweden gezwungen, womit Schweden seinen Einfluss beträchtlich erweiterte. Im Gegenzug erhielt Dänemark zwar das kleine schwedische Vorpommern als Entschädigung, doch dieser Gebietszuwachs war gering und musste 1815 wiederum an Preußen abgegeben werden. Für Dänemark bedeutete 1814 eine nationale Katastrophe: Nach dem Verlust großer Teile seiner Flotte 1807 und einem Staatsbankrott 1813 stellte die Abtretung Norwegens den endgültigen Zusammenbruch des alten dänisch-norwegischen Gesamtstaates dar. Schweden hingegen hatte seinen langen Wunsch nach territorialer Expansion auf Kosten Dänemarks erfüllt, wenn auch um den Preis eigener Verluste (es hatte 1809 Finnland an Russland verloren). Mit dem Kieler Frieden war die frühmoderne Rivalität faktisch entschieden und die Landkarte des Nordens neu geordnet: Zwei vormals große Reiche waren auf einen reduzierten Bestand geschrumpft, und die Basis für die heutigen Nationalstaaten in Skandinavien war gelegt.

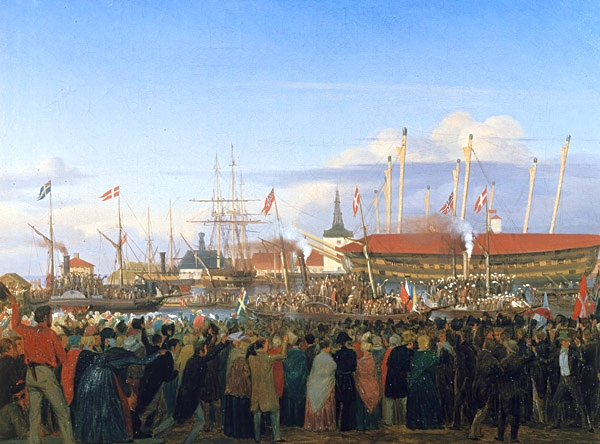
Skandinavisches Studententreffen in Kopenhagen, 1845

Nach 1814 endeten die offenen Feindseligkeiten zwischen Schweden und Dänemark. Im 19. Jahrhundert entwickelten sich beide Staaten innenpolitisch in Richtung moderner konstitutioneller Monarchien und Industriestaaten – weitgehend ohne gegenseitige Konflikte. Beide Länder orientierten sich nach dem Ende ihres Großmachtstatus endgültig neu. In dieser Zeit entstand die Bewegung des Skandinavismus: Intellektuelle und liberale Kreise in Dänemark, Schweden und dem mit Schweden vereinten Norwegen propagierten ab den 1830er Jahren eine stärkere Zusammenarbeit oder gar Einheit der skandinavischen Völker. Man besann sich auf die gemeinsame Kultur und Geschichte, um in einer Zeit des Nationalismus ein „Bruderbund“ der drei Königreiche zu schaffen. Diese Idee fand insbesondere in den 1840er und 1850er Jahren unter Studenten und dem Bürgertum Anklang. Mit dem Tod der alten Rivalen Christian VIII. von Dänemark (1848) und Karl XIV. Johann von Schweden (1844) schien der Weg frei für eine Aussöhnung. Karl XV., König von Schweden und Norwegen ab 1859, zeigte sich offen solidarisch mit Dänemark: Als Dänemark 1863/64 in einen Konflikt mit Preußen und Österreich um Schleswig-Holstein geriet, hatte Karl XV. zunächst sogar zugesagt, militärisch zu helfen.
Doch die politische Realität erwies sich als ernüchternd. Als der Deutsch-Dänische Krieg 1864 ausbrach, zögerte die schwedische Regierung. Innenpolitische Widerstände in Stockholm und die Furcht, allein gegen Preußen und Österreich zu stehen, führten dazu, dass Schweden seine Zusage zurückzog. Nach dem schwedischen Rückzieher stand Dänemark, das bis zuletzt auf eine Allianz gesetzt hatte, im Krieg schließlich ohne den erhofften Beistand seines nördlichen Nachbarn da. Die dänische Niederlage von 1864 (und der Verlust von Schleswig und Holstein an Preußen) enttäuschte die skandinavistische Bewegung zutiefst und bedeutete ihr faktisches Ende. Gleichwohl führte der gemeinsame Schock über die deutsche Übermacht in Dänemark und Schweden langfristig zu einem realistischeren, aber weiterhin freundschaftlichen Verhältnis. Beide Länder wandten sich innenpolitischen Reformen zu und kooperierten fortan ohne formelle Allianz. 1873 gründeten die beiden Monarchien (mit Norwegen) die Skandinavische Münzunion, die bis 1914 Bestand hatte – ein Zeichen ökonomischer Annäherung.

### 20. und 21. Jahrhundert: Weltkriege und skandinavische Integration

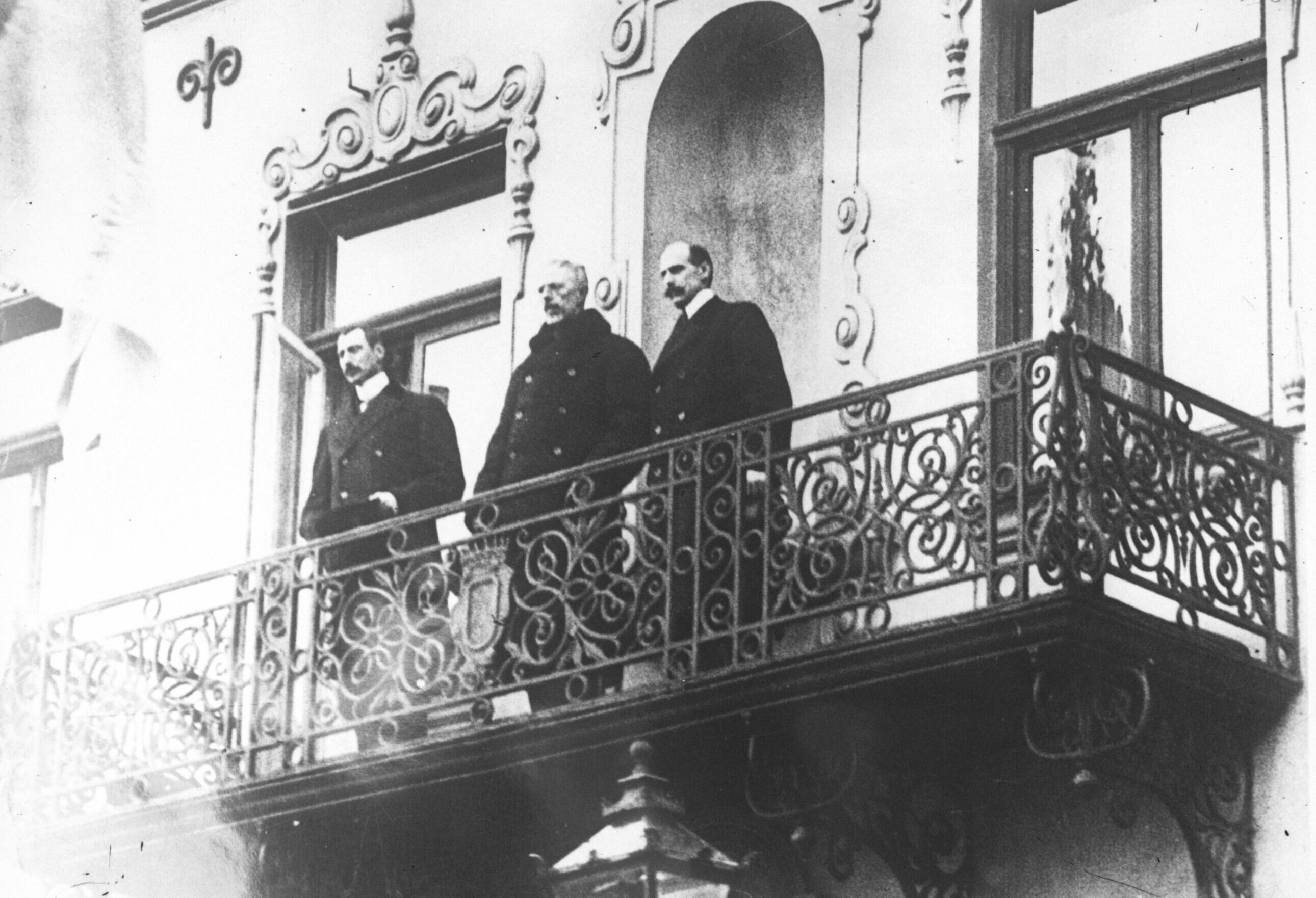
Treffen von Haakon VII. (Norwegen), Gustav V. (Schweden) und Christian X. (Dänemark) in Malmö (1914)

Im Ersten Weltkrieg (1914–1918) blieben beide Länder, ebenso wie Norwegen (das 1905 unabhängig wurde), neutral. Um diesen Neutralitätskurs abzustimmen und gegenseitig zu sichern, trafen sich die Könige der drei skandinavischen Staaten im Dezember 1914 in Malmö. Dort erklärten Schweden, Dänemark und Norwegen demonstrativ ihren gemeinsamen Willen, im Krieg neutral zu bleiben. Diese „Dreikönigserklärung“ und weitere Absprachen führten dazu, dass der Weltkrieg Nordeuropa weitgehend unberührt ließ.  Dänemark wie Schweden entwickelten sich in der Zwischenkriegszeit zu stabilen Demokratien und blieben dies auch während der Weltwirtschaftskrise. Im Zweiten Weltkrieg (1939–1945) wurde das neutrale Dänemark 1940 von NS-Deutschland überfallen. Schweden blieb offiziell neutral und musste unter deutschem Druck Transitverkehr für den Krieg gegen die Sowjets zulassen. Ein herausragendes Beispiel der dänisch-schwedischen Zusammenarbeit in Kriegszeiten war die Rettung der dänischen Juden im Oktober 1943: Als die deutsche Besatzungsmacht begann, die in Dänemark lebenden jüdischen Bürger zu deportieren, setzten dänischer Widerstand und Zivilbevölkerung eine spontane Rettungsaktion in Gang. Innerhalb weniger Tage wurden über 7.000 dänische Juden heimlich über den Øresund nach Schweden gebracht und dort in Sicherheit aufgenommen.
Nach dem Krieg verfestigte sich die Aufteilung Europas in Machtblöcke. Hier wählten Schweden und Dänemark unterschiedliche sicherheitspolitische Ansätze: Dänemark wurde 1949 Gründungsmitglied der NATO, während Schweden neutral blieb und keinem Militärbündnis beitrat. Trotz dieser Differenz blieben die Beziehungen eng und pragmatisch. Bereits 1952 gründeten Dänemark, Schweden, Norwegen (später auch Finnland und Island) den Nordischen Rat, ein Kooperationsforum der Parlamente und Regierungen. Ein wichtiger Schritt war die Einführung der Nordischen Passunion 1954, durch die Bürger Dänemarks, Schwedens (und der anderen nordischen Ländern) fortan ohne Passkontrolle zwischen den Ländern reisen konnten. Gemeinsam mit den Benelux-Staaten gehörten die nordischen Länder damit zu den Vorreitern bei der europäischen Einigung. Jahrzehnte bevor das Schengener Abkommen der EU umgesetzt wurde, hatte Skandinavien damit die Binnengrenzen faktisch abgeschafft. Diplomatisch konsultierten sich Kopenhagen und Stockholm regelmäßig; sie standen im Kalten Krieg oft gemeinsam für die Entspannungspolitik ein. So gehörten beide zu den Initiatoren der OSZE-Konferenz (KSZE) in den 1970er Jahren und unterstützten nukleare Abrüstung in Europa. Dänemark trat 1973 der EWG bei, während Schweden erst nach dem Ende des Krieges im Jahre 1995 der EU beitraten. Beide Länder entschieden sich danach gegen die Einführung des Euro.

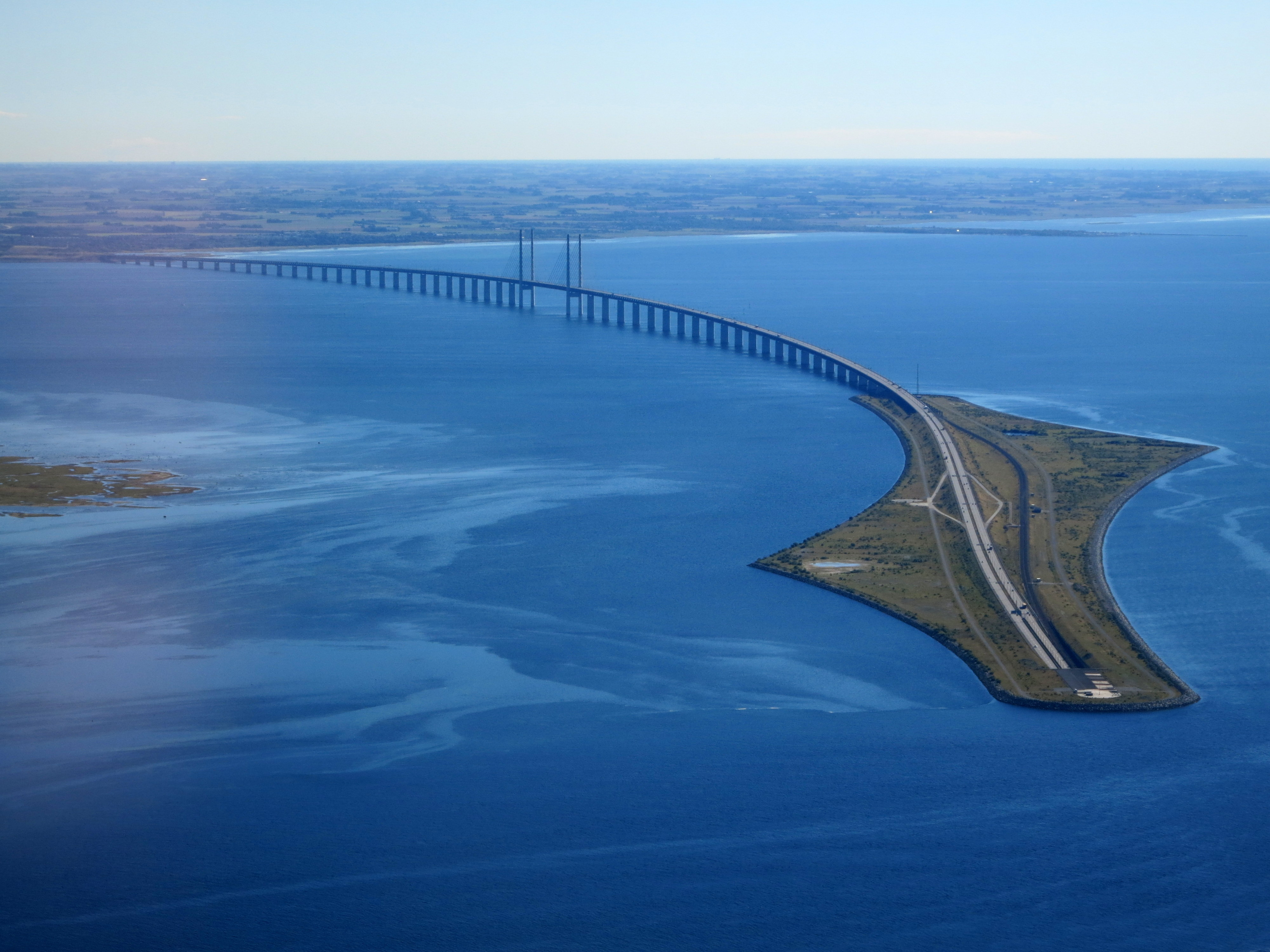
Öresundverbindung zwischen Schweden und Dänemark

Im 21. Jahrhundert sind die Beziehungen zwischen Dänemark und Schweden intensiv und freundschaftlich. Symbolisch hierfür steht die Öresundverbindung, die im Juli 2000 eröffnet wurde: Eine 16 Kilometer lange feste Brücken-Tunnel-Verbindung über den Øresund verbindet seither die dänische Hauptstadtregion Hovedstaden mit der südschwedischen Stadt Malmö, in der einst zwischen beiden Ländern umkämpften Region Skåne. Die Verbindung erlaubte es beiden Regionen weiter zu einer grenzüberschreitenden Metropolregion zusammenzuwachsen. Seit dem Beginn des Russisch-Ukrainischen Kriegs haben Schweden und Dänemark aus Sorge vor Russland ihre militärische Kooperation im Ostseeraum ausgebaut und ihre militärische Abwehrbereitschaft erhöht. Der Überfall Russlands auf die Ukraine 2022 veranlasste Schweden dazu, im April 2024 als 32. Mitglied der NATO beizutreten.

## Kulturbeziehungen
Zwischen Dänemark und Schweden bestehen weitreichende kulturelle Verbindungen, mit der gegenseitigen Bezeichnung als „Brudervolk“ (dänisch: broderfolk; auf Schwedisch auch brödrafolk). Viele Schweden und Dänen sehen sich kulturell und historisch miteinander verbunden, vor allem, weil ihre Sprachen bis zu einem gewissen Grad gegenseitig verständlich sind. Mehr als 200 Jahre friedlicher Beziehungen und die nordische Einigung seit den 1950er Jahren haben diese Bindungen organisch wachsen lassen, sodass zahlreiche persönliche und kulturelle Kontakte über die gegenseitige Grenze bestehen. Beide Länder haben Wohlfahrtsstaaten aufgebaut und tauschten sich über ihre Modelle aus, wobei beide Länder breiter gefasst unter das Nordische gesellschaftliche und wirtschaftliche Modell fallen. Es gab zahlreiche Städtepartnerschaften, Schüleraustauschprogramme und gemeinsame Fernsehprojekte, die das gegenseitige Verständnis fördern. Kulturelle Rivalitäten, etwa im Sport, bestehen bis heute fort: Man erzählt sich gegenseitig Witze über die „typischen“ Eigenschaften des Nachbarn (Dänen galten bei Schweden als genusssüchtig und schwer verständlich im Dialekt; Schweden bei Dänen als etwas steif, naiv und überkorrekt), doch dies geschieht heute meistens augenzwinkernd.

## Wirtschaftsbeziehungen

Lage der Öresundregion (2018)

Beide Länder verbinden enge wirtschaftliche Beziehungen, insbesondere in der Öresundregion, die zu einem grenzüberschreitenden Wirtschaftsraum zusammengewachsen ist, der für beide Volkswirtschaften eine hohe Bedeutung aufweist. Strukturell bestehen zahlreiche wirtschaftliche Gemeinsamkeiten (Sozialstaat, Krone-Währung, Orientierung auf Technologie und Dienstleistungen) und innerhalb der EU gehören beide Länder zur informellen Gruppe der Neuen Hanse, welche sich für eine Liberalisierung des Dienstleistungsverkehrs und eine Eindämmung der Staatsverschuldung innerhalb der EU einsetzt.
Dänemark zählt für Schweden zu den Top-5 Handelspartnern mit knapp 7 Prozent des gesamten Außenhandelsvolumens. 2021 standen Exporten nach Dänemark in Höhe von 14,7 Milliarden US-Dollar Importe in Höhe von knapp 13 Milliarden US-Dollar gegenüber.

## Diplomatische Standorte
- Dänemark hat eine Botschaft in Stockholm und Generalkonsulate in Göteborg und Malmö.
- Schweden hat eine Botschaft in Kopenhagen.

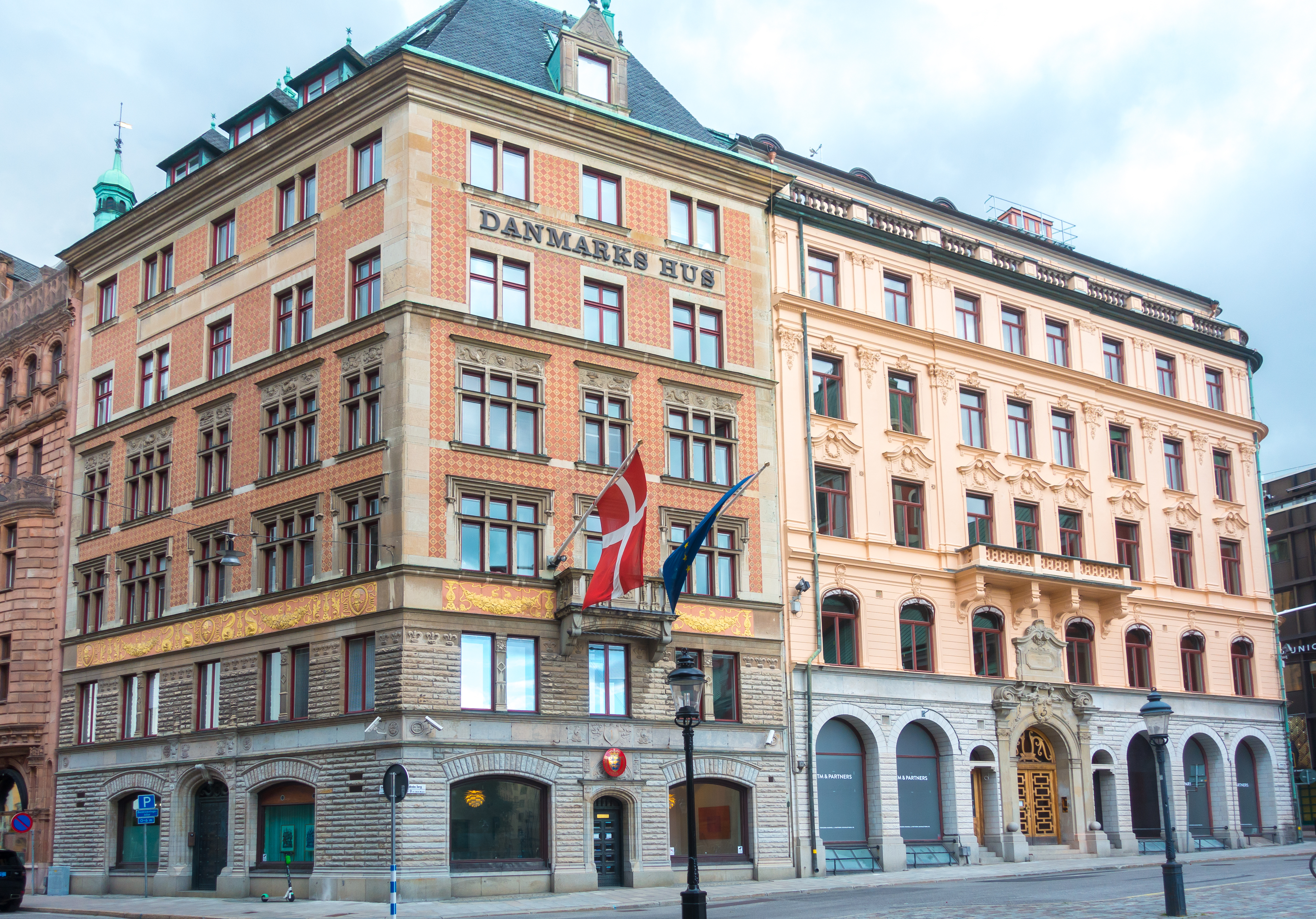
Botschaft von Dänemark in Stockholm
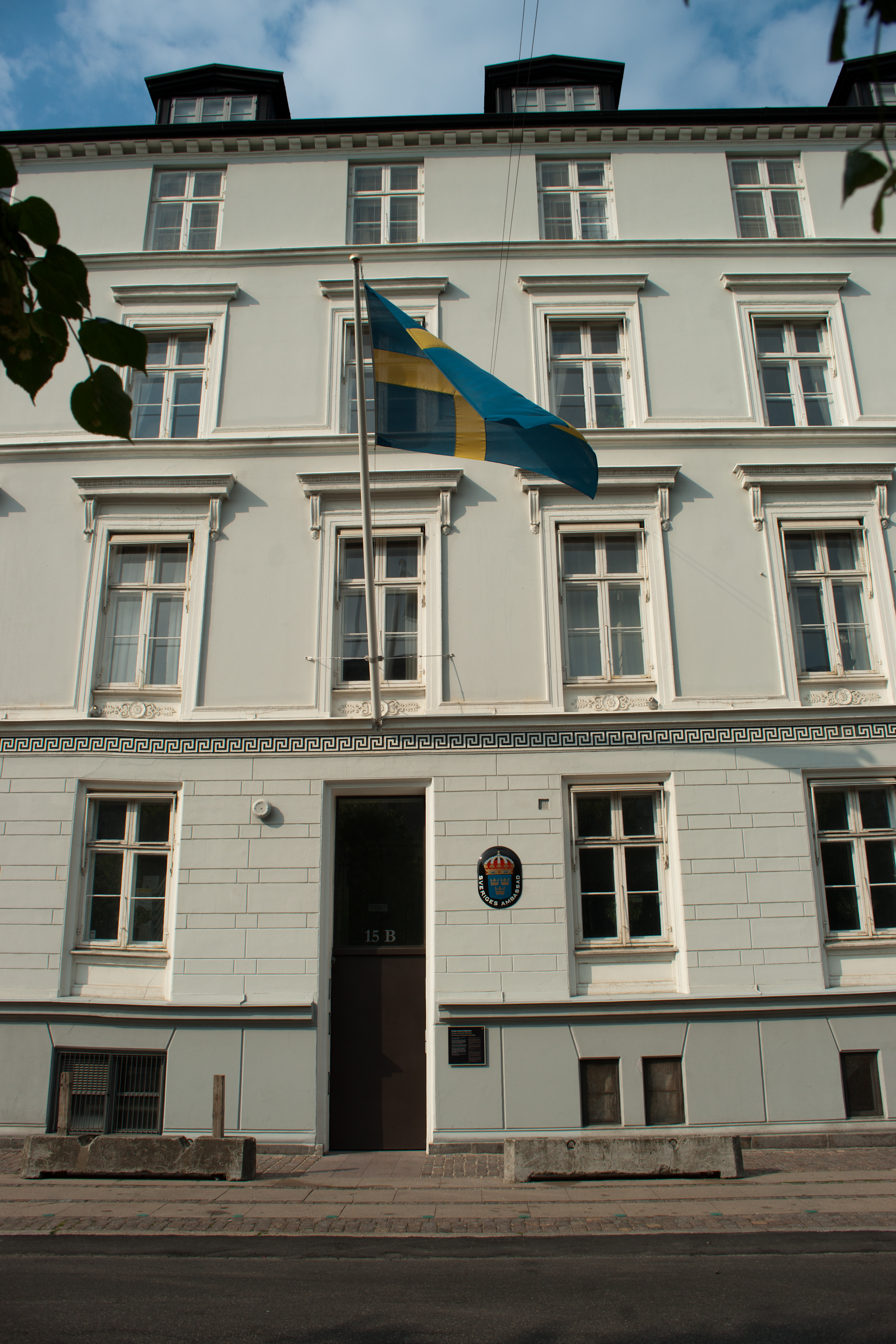
Botschaft Schwedens in Kopenhagen